# Atsushi Ida
Atsushi Ida (伊田篤史?, Ida Atsushi; 15 marzo 1994) è un goista giapponese, 8-dan professionista, alla filiale di Chubu della Nihon Ki-in.

## Biografia
Ida è diventato professionista nel 2009. Era l'allievo del 9º dan Shigeru Baba.
Nel 2014 si è qualificato per la finale della sessantanovesima edizione dell'Hon'inbō, ma ha perso 1-4 contro Yūta Iyama.
Nel marzo 2015, Ida ha battuto Ryō Ichiriki 7-dan ed è diventato il vincitore della 62ª NHK Cup, la sua prima vittoria nel torneo ufficiale; è stato il più giovane vincitore della NHK Cup a 20 anni e 11 mesi.
Nell'aprile 2015, Ida ha battuto 3-2 Shinji Takao nella finale per il titolo Jūdan; è stato il più giovane detentore del titolo Jūdan a 21 anni, ma l'anno successivo l'ha perso, essendo sconfitto dallo sfidante Yūta Iyama per 1-3.
Nel novembre 2016, Ida ha battuto Naoki Hane conquistando l'Okan; a 22 anni, è stato il più giovane vincitore di questa competizione, superando il primato precedente di Naoki Hane, che aveva vinto il titolo a 23 anni.
Il 22 dicembre 2020 ha perso la finale della Okage Cup contro Ichiriki.
Il 30 novembre 2021 ha sconfitto Otake Yu, difendendo il titolo di Okan (sesta vittoria consecutiva).
Nel corso dell'edizione 2022 del Tengen, Atsushi si è qualificato per la finale, dove è stato sconfitto per 2–3 dal campione in carica Seki Kotaro.
A novembre 2023 ha vinto per l'ottava volta consecutiva l'Okan. A novembre 2024 ha vinto l'Okan per la nona volta consecutiva.

## Palmarès
| Titolo    | Vittorie    | Secondi posti |
| --------- | ----------- | ------------- |
| Hon'inbō  |             | 1 (2014)      |
| Tengen    |             | 1 (2022)      |
| Jūdan     | 1 (2015)    | 1 (2016)      |
| NHK Cup   | 1 (2015)    |               |
| Okan      | 9 (2016-24) |               |
| Okage Cup |             | 1 (2020)      |
| Totale    | 11          | 4             |